# LeGrW 36型50毫米迫击炮
LeGrW 36型50毫米迫击炮（德語：5cm leichter Granatenwerfer 36）是纳粹德国在第二次世界大战中使用的一种轻型迫击炮。

## 历史
1934年莱茵金属公司开始着手于设计这种迫击炮，1936年后投入使用。这种武器的设计目标是提供一种比手榴弹射程更远的投掷武器，直到1938年以前它使用的都是可以伸缩的炮筒，1941年后发现这种复杂的设计和最初的设计意图不符。它的火力太弱，射程也太近，最初被用作排一级步兵单位的支援武器。每个标准德国步兵排中有一个炮兵班负责携带一具LeGrW 36型50毫米迫击炮。1941年后停止了生产，第二年前线部队渐渐地不再配备这种武器。 不过直到1945年战争结束以前，二线部队和驻军还是在使用它。为替换50毫米迫击炮，德军有时使用俘获的法国或苏联50毫米迫击炮。不过，由于仅需两名士兵就可以携带这种轻巧的武器，而且它的威力及射程要比步兵班中的其他武器更大，在战争的剩余时间里还是有很多部队在使用。